# ヘスケス・308

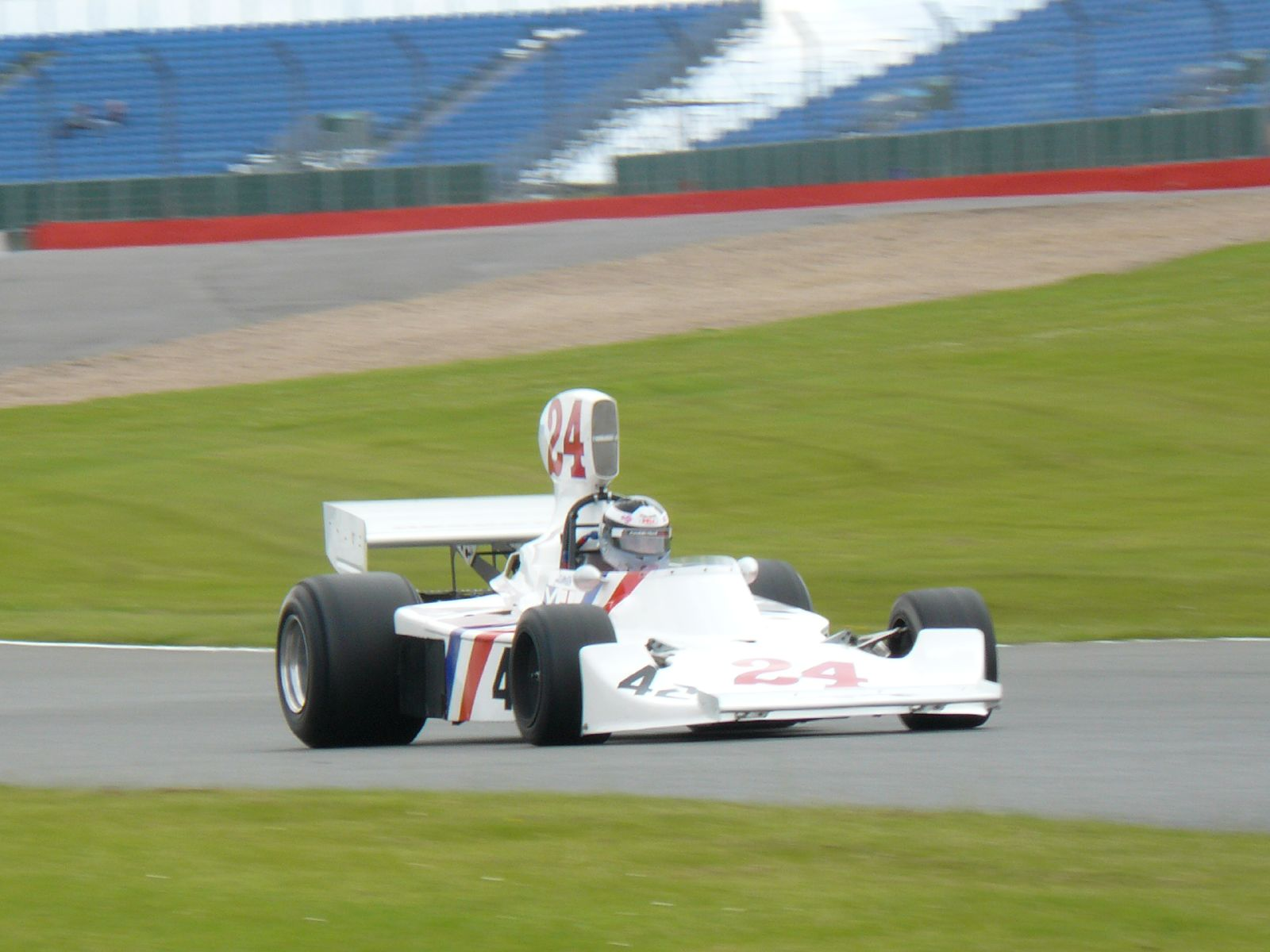
ジェームス・ハントの息子、フレディがドライブする308B、2007年。

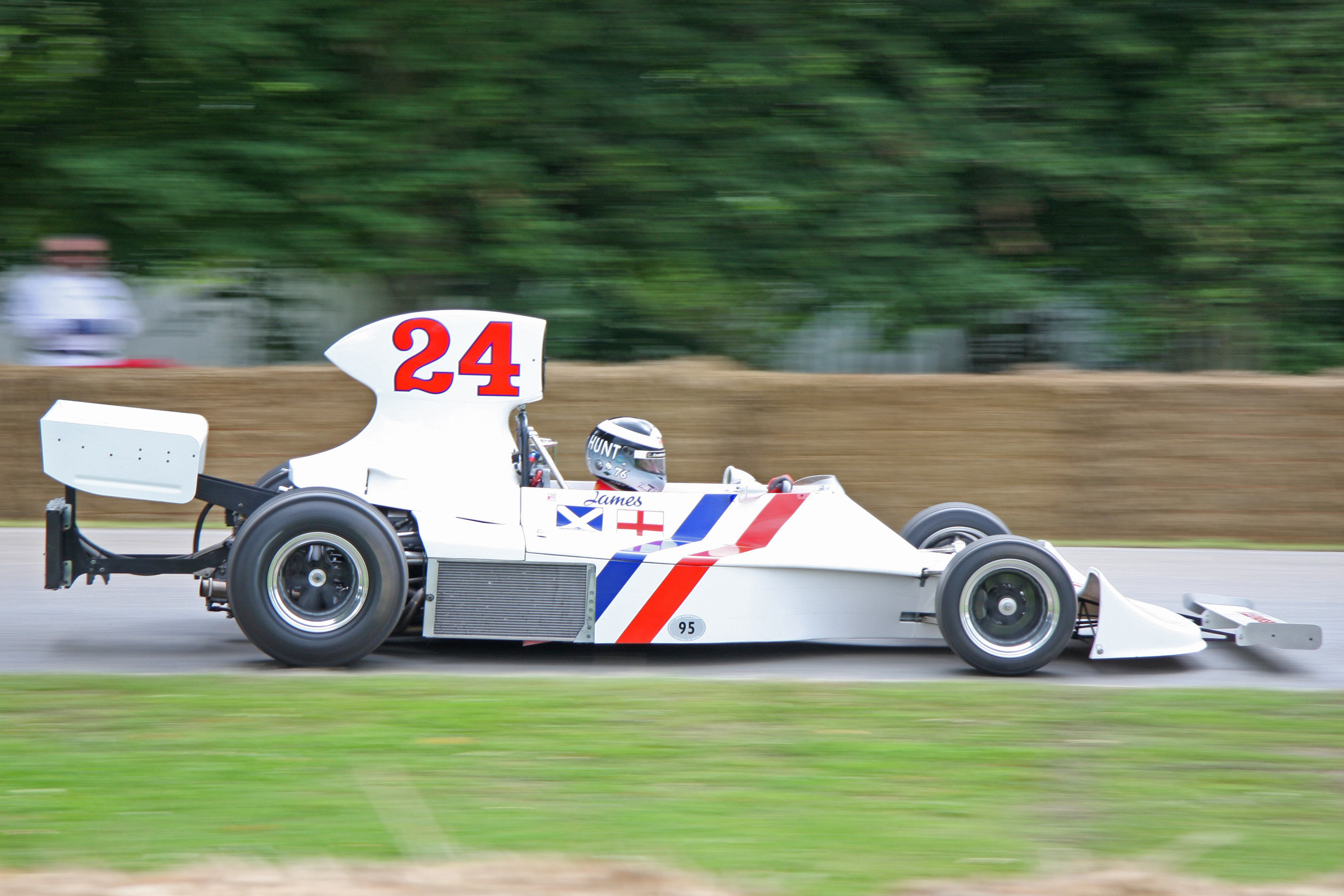
フレディ・ハントのドライブする308B、2008年のグッドウッド・フェスティバル・オブ・スピード。

ヘスケス・308 (Hesketh 308) は、ヘスケス・レーシングが1974年のF1世界選手権に投入したフォーミュラ1カー。その派生モデルである308Bは1975年に使用された。デザイナーはハーベイ・ポスルスウェイト。ジェームス・ハントは308をドライブし、1975年オランダグランプリでF1初勝利を挙げた。

## 概要
308はヘスケスがそれまで使用してきた古いマーチ・731に代えて1974年シーズンに投入され、マーチの設計を元にして開発された。エンジンはフォード-コスワースDFVが搭載され、外側に取り付けられたコイルスプリングダンパーユニットを備えたダブルウィッシュボーン式のフロントサスペンションを特徴とした。ポスルスウェイトはシンプルで軽量かつ進歩的なスプリングをフィッティングする方法を模索していた。地震多発地帯に建てられる建造物のゴム製ダンパーを設計していた友人がアイデアを提案し、ラバースプリングを使用する方法を採用した。1974年初期に始まった試験は、マレーシアゴム生産者協会によって特別な非クリープラバーが開発されるまで失敗し続けた。その後より効果的なテスト結果を得てイオン・プロダクツ社がスプリングを開発、1975年アルゼンチングランプリから車に取り付けられた。元々ヘスケス卿は、308に搭載するためのV12エンジンに資金を提供する計画を持っていたが、これは実現しなかった。308は最後までDFVが搭載された。
308のデビューは1974年のレース・オブ・チャンピオンズで、ハントはポールポジションを獲得した。レースの結果は成功とは言えず、ウェットコンディションの中ハントは4周目にスピンアウトした。2週間後のキャラミで308はグランプリデビューした。今回のハントは予選13位であったが、決勝ではスタートから5位に上がり65周目にドライブシャフトの破損でリタイアするまでその順位を維持した。翌週にシルバーストンで開催されたBRDCインターナショナル・トロフィーでハントはポールポジションを獲得、グランプリのレギュラードライバー達との戦いを制して308での初勝利を挙げた。スタートからクラッチが滑り、シフトノブがはずれるなどして出遅れたが、ハントとは徐々にこれらの困難を乗り越え、ウッドコートのコーナーでロニー・ピーターソンのロータスを躱してトップを取り戻した。
308の成功は繰り返されず、グランプリのシーズンが進むにつれて車は速いが信頼性が低く、何度も故障が発生することとなった。ハントはまた、トム・プライスとのアクシデントを繰り返した。最初はオランダで、第1コーナーでプライスが彼に衝突した。2週間後のフランスではカルロス・ロイテマンに衝突されたプライスがハントに衝突した。ヘスケスはチームをより高いレベルのプロフェッショナリズムに導き、シーズン終盤のオーストリアグランプリではイアン・シェクターにセカンドカーをドライブさせた。シェクターは主にエンジントラブルのおかげで予選落ちしたにもかかわらず、チームの関係者は2台のマシンを走らせることが次シーズンのチームのチャンスを改善するのに貢献するだろうと感じていた。
1975年に308は「B」仕様に更新され、ボディ形状とオイルクーラーの位置が変更された。車は更に競争力を増し、ハントはアルゼンチンとブラジルで連続入賞し、オランダではついに優勝を果たした。しかしこの優勝はチーム唯一の勝利であった。ハントは何回かの堅実な入賞でヘスケスがコンストラクターズランキングで4位に入るのを助けた。チームに対するヘスケス卿の資金は尽き、ハントは1976年にマクラーレンに移籍した。
308と308Bは弱小プライベートチームに売却された。おそらく最も有名なヘスケスのマシンをドライブしたプライベーターはガイ・エドワーズで、1976年に成人誌のペントハウスとスポンサーシップを結び、チームにかなりの露出をもたらした。エドワーズは奮戦したが、ポイントを得ることはできなかった。

## F1における全成績
(key) （太字はポールポジション）
| 年     | チーム                                         | シャシー | エンジン            | タイヤ | ドライバー         | 1   | 2   | 3   | 4   | 5   | 6   | 7   | 8   | 9   | 10  | 11  | 12  | 13  | 14  | 15  | ポイント | 順位 |
| ------ | ---------------------------------------------- | -------- | ------------------- | ------ | ------------------ | --- | --- | --- | --- | --- | --- | --- | --- | --- | --- | --- | --- | --- | --- | --- | -------- | ---- |
| 1974年 | ヘスケス・レーシング                           | 308      | コスワースDFV V8 NA | F      |                    | ARG | BRA | RSA | ESP | BEL | MON | SWE | NED | FRA | GBR | GER | AUT | ITA | CAN | USA | 15       | 6位  |
| 1974年 | ヘスケス・レーシング                           | 308      | コスワースDFV V8 NA | F      | ジェームズ・ハント |     |     | Ret | 10  | Ret | Ret | 3   | Ret | Ret | Ret | Ret | 3   | Ret | 4   | 3   | 15       | 6位  |
| 1974年 | ヘスケス・レーシング                           | 308      | コスワースDFV V8 NA | F      | イアン・シェクター |     |     |     |     |     |     |     |     |     |     |     | DNQ |     |     |     | 15       | 6位  |
| 1975年 | ヘスケス・レーシング                           | 308B     | コスワースDFV V8 NA | G      |                    | ARG | BRA | RSA | ESP | MON | BEL | SWE | NED | FRA | GBR | GER | AUT | ITA | USA |     | 33       | 4位  |
| 1975年 | ヘスケス・レーシング                           | 308B     | コスワースDFV V8 NA | G      | ジェームズ・ハント | 2   | 6   | Ret | Ret | Ret | Ret | Ret | 1   | 2   | 4   | Ret | 2   |     |     |     | 33       | 4位  |
| 1975年 | ヘスケス・レーシング                           | 308B     | コスワースDFV V8 NA | G      | ブレット・ランガー |     |     |     |     |     |     |     |     |     |     |     | 13  | 13  | Ret |     | 33       | 4位  |
| 1975年 | カスタムメイド・ハリー・スティラー・レーシング | 308B     | コスワースDFV V8 NA | G      | アラン・ジョーンズ |     |     |     | Ret | Ret | Ret | 11  |     |     |     |     |     |     |     |     | 33       | 4位  |
| 1975年 | ポーラー・キャラヴァンズ                       | 308B     | コスワースDFV V8 NA | G      | トルステン・パルム |     |     |     |     | DNQ |     | 10  |     |     |     |     |     |     |     |     | 33       | 4位  |
| 1975年 | ヴァルシュタイナー・ブルワリー                 | 308B     | コスワースDFV V8 NA | G      | ハラルド・アートル |     |     |     |     |     |     |     |     |     |     | 8   | Ret | 9   |     |     | 33       | 4位  |

## 参照
1. 1 2  Wood, John (March 1976). “Hesketh Type 308”. Scale Models (Hemel Hempstead: Model & Allied Publications Ltd) 7 (78):  118-121.
2. ↑  Boddy, William; Laban, Brian (1977). The History of Motor Racing. Putnam. ISBN 0-399-12026-2
3. 1 2  Lyons, Pete; Gilligan, Vin (1974). Formula One '74. Santa Anna, California: Paul Oxman Publishing Company. ISBN 0-914824-01-5